# Michael Michele
Michael Michele Williams (Evansville, Indiana, 30 de agosto de 1966), conocida artísticamente como Michael Michele, es una actriz de cine y televisión y diseñadora de moda estadounidense. Comenzó su carrera en la televisión antes de aparecer junto a Wesley Snipes en la película de 1991 New Jack City.
En la década de 1990 Michele tuvo papeles principales en dos series de televisión de CBS: el drama criminal Dangerous Curves (1992-1993) y la telenovela Central Park West. Más tarde se unió al elenco del drama policial de NBC Homicide: Life on the Street (1998–99) interpretando a Det. Rene Sheppard, y de 1999 a 2002 interpretó a la Dra. Cleo Finch en el drama médico ER de la NBC. También ha aparecido en las películas The 6th Man (1997), Ali (2001), Dark Blue (2002) y How to Lose a Guy in 10 Days (2003). De 2017 a 2018, Michele interpretó a Ayanna Floyd en la telenovela Star, en horario estelar de Fox, y en 2019 se unió a la telenovela Dynasty en horario estelar de The CW como Dominique Deveraux.

## Carrera
Michele ha aparecido en videos musicales de los cantantes de R&B Freddie Jackson y Eric Gable. En 1989, demandó al actor Eddie Murphy (demanda que se convirtió de alto perfil en Hollywood); alegaba que fue despedida de la película Harlem Nights por rechazar sus insinuaciones románticas. "Ella tenía el papel que ahora está interpretando Jasmine Guy, de 'A Different World' ", dijo Murphy a Rolling Stone. "El quid de la cuestión es que quería a alguien con mayor valor de marquesina que Michael Michele. Ella no estaba haciendo ejercicio. En cuanto a su afirmación de que la estaba tocando, hablando de manera realista, si vas a ser un sórdido y tratar de dormir con alguien, intentas acostarte con ellos antes de darles el papel ... En su demanda, ella dice que traté de tocarla, como si fuera un pervertido. Nunca traté de tocar a esta mujer. Teníamos, como, cuatro conversaciones, cada vez con hasta sesenta personas a nuestro alrededor en un escenario de sonido. Pero la demanda en sí no me molestó. Las demandas para mí son un riesgo ocupacional". La demanda de Michele se resolvió más tarde fuera de los tribunales por una suma de dinero.
En 1991, Michele tuvo un papel protagónico junto a Wesley Snipes en la película de 1991 New Jack City dirigida por Mario Van Peebles. A pesar del éxito de la película, Michele no tuvo su próximo papel cinematográfico hasta seis años después, protagonizando junto a Marlon Wayans la película de comedia The 6th Man. En 1992, pasó a protagonizar la serie de drama policial nocturno Dangerous Curves de CBS, que se emitió durante dos temporadas. En 1993, jugó un papel principal en la miniserie de seis telenovelas de la NBC Trade Winds. Al año siguiente, tuvo un papel recurrente importante en la serie de drama policial de Fox New York Undercover. Dejó el programa a principios de 1995 para interpretar a uno de los protagonistas de la telenovela Central Park West de CBS junto a Mädchen Amick, Lauren Hutton y Raquel Welch. La serie no tuvo éxito y fue cancelada después de dos temporadas en 1996.
En 1998, Michele se unió al elenco del drama policial de NBC Homicide: Life on the Street como Det. Rene Sheppard en la última temporada del programa. Recibió su primera nominación a un premio "NAACP Image Award a la mejor actriz en una nominación a una serie dramática" por este papel. Michelle repitió su papel en un episodio de Law & Order en 1999 y en la película para televisión Homicide: The Movie en 2000. Más tarde se unió a otra serie de NBC, el drama médico ER interpretando a la Dra. Cleo Finch de 1999 a 2002, durante tres temporadas. Recibió otra nominación al premio NAACP Image Award.
En 2001, Michele interpretó a Veronica Porché Ali en la película de drama biográfico Ali junto a Will Smith. Más tarde tuvo dos papeles más en películas: el drama criminal Dark Blue (2002) y la comedia romántica How to Lose a Guy in 10 Days  (2003). Regresó a la televisión en 2004, con un papel protagónico en la breve serie de drama legal de UPN Kevin Hill junto a Taye Diggs. En 2007, fue estrella invitada en Law & Order: Special Victims Unit y en dos episodios de House M. D. como una doctora que había trabajado anteriormente con la CIA. En 2009, Michele protagonizó la película de Relative Stranger Hallmark Channel con su compañero de elenco de ER Eriq La Salle. En 2011, Michele tuvo un papel recurrente en el drama adolescente de CW Gossip Girl. A finales de la década de 2000 y principios de la de 2010, Michele también protagonizó series de programas pilotos de televisión no vendidos.
En 2017, Michele volvió a su trabajo habitual en las series interpretando a la villana Ayanna Floyd, presidenta del sello discográfico, en la telenovela Star de Fox. Su personaje fue descrito como una Alexis Carrington negra de hoy en día. También fue elegida para un papel recurrente en la serie dramática de Oprah Winfrey Network, Queen Sugar.
El 22 de marzo de 2019 se anunció que Michele había sido elegido para interpretar al icónico personaje de los 80 Dominique Deveraux en la serie de The CW Dynasty; apareciendo como invitada en la temporada 2 y como principal en la temporada 3 en adelante.

## Vida personal
Michele nació como Michael Michele Williams en Evansville, Indiana, la mayor de dos hijas. Su padre es un empresario de alquiler de muebles y su madre fue empleada de Bristol-Myers Squibb. Fue nombrada por el mejor amigo de su madre, Michael Ann. Michele asistió a la escuela primaria Howard Roosa (una escuela K-8 en ese momento) y a la escuela secundaria Benjamin Bosse, donde participó activamente en el equipo de baloncesto. Tiene un hijo, J. Brandon, nacido el 21 de diciembre de 2004.
En 2005, TV Guide clasificó a Michele en el puesto #36 en su lista de las "50 estrellas más sexys de todos los tiempos". En 2012, fue nombrada una de las "50 mujeres birraciales más calientes" por la revista Complex.

## Filmografía

### Cine
| Año  | Título                         | Papel               | Notas                 |
| ---- | ------------------------------ | ------------------- | --------------------- |
| 1990 | Def by Temptation              | Lady #6             |                       |
| 1991 | New Jack City                  | Selina              | Debut cinematográfico |
| 1997 | The 6th Man                    | R.C. St. John       |                       |
| 1998 | The Substitute 2: School's Out | Kara Lavelle        | Directa a DVD         |
| 2001 | Ali                            | Veronica Porché Ali |                       |
| 2002 | Dark Blue                      | Beth Williamson     |                       |
| 2003 | How to Lose a Guy in 10 Days   | Judy Spears         |                       |

### Televisión
| Año           | Título                            | Papel                   | Notas                                                                          |
| ------------- | --------------------------------- | ----------------------- | ------------------------------------------------------------------------------ |
| 1988          | 1st & Ten                         | Gillian                 | Episodio: "Saturday, Bloody Saturday"                                          |
| 1991          | Private Times                     |                         | Piloto de TV fallido                                                           |
| 1992–1993     | Dangerous Curves                  | Holly Williams          | Personaje Principal; 34 episodios                                              |
| 1993          | Trade Winds                       | Maxine Phillips         | Miniseries                                                                     |
| 1994–1995     | New York Undercover               | Sandra Gil              | Papel recurrente, 12 episodios (Tem.1)                                         |
| 1995–1996     | Central Park West                 | Nikki Sheridan          | Papel principal, 21 episodios                                                  |
| 1998          | La criatura                       | Tauna                   | Miniserie                                                                      |
| 1998          | Players                           | Sylvie                  | Episodio: "Con-tinental"                                                       |
| 1998–1999     | Homicide: Life on the Street      | Detective Rene Sheppard | Papel principal, 22 episodios (Tem.7)                                          |
| 1999          | Law & Order                       | Detective Rene Sheppard | Episodio: "Sideshow"                                                           |
| 1999–2002     | ER                                | Dr. Cleo Finch          | Papel principal, 55 episodios (Tem.6-8)                                        |
| 2000          | Homicide: The Movie               | Detective Rene Sheppard | Película para Televisión                                                       |
| 2004–2005     | Kevin Hill                        | Jessie Gray             | Papel principal, 22 episodios                                                  |
| 2005          | The Hunt for the BTK Killer       | Detective Baines        | Película para Televisión                                                       |
| 2006          | Company Town                      | Bridget Wilson          | Piloto de Televisión                                                           |
| 2007          | Law & Order: Special Victims Unit | Valerie Sennet          | Episodio: "Burned"                                                             |
| 2007          | House M. D.                       | Dr. Samira Terzi        | Episodios: "Whatever It Takes" y "Ugly"                                        |
| 2007          | Judy's Got a Gun                  | Pamela Coates           | Piloto de Televisión                                                           |
| 2009          | Relative Stranger                 | Charlotte               | Película para Televisión                                                       |
| 2011          | Eden                              | Tara Martin             | Piloto de Televisión                                                           |
| 2011          | Gossip Girl                       | Jane                    | Papel recurrente, 4 episodios                                                  |
| 2014          | Delirium                          | Elyse Hargrove          | Piloto de Televisión                                                           |
| 2015          | The Following                     | Sheila                  | Episodio: "A Hostile Witness"                                                  |
| 2016          | Blue Bloods                       | Lois Potter             | Episodio: "Unbearable Loss"                                                    |
| 2016          | MacGyver                          | Diane                   | Episodio: "Scissors"                                                           |
| 2017–2018     | Star                              | Ayanna Floyd            | Papel principal, 18 episodios (Tem.2)                                          |
| 2017–2021     | Queen Sugar                       | Ayanna Floyd            | Papel recurrente                                                               |
| 2019–presente | Dynasty                           | Dominique Deveraux      | Estrella Invitada, 3 episodios (Tem.2) - Papel principal, 15 episodios (Tem.3) |

## Premios y nominaciones
| Año       | Categoría                                                              | Trabajo nominado             | Resultado |
| Series    | Series                                                                 | Series                       | Series    |
| --------- | ---------------------------------------------------------------------- | ---------------------------- | --------- |
| 2000      | NAACP Image Award for Outstanding Actress in a Drama Series            | Homicide: Life on the Street | Nominada  |
| 2000      | Mejor reparto de televisión de drama                                   | ER                           | Nominada  |
| 2001      | NAACP Image Award for Outstanding Supporting Actress in a Drama Series | ER                           | Nominada  |
| Películas |                                                                        |                              |           |
| 2002      | Black Reel Award for Best Supporting Actress                           | Dark Blue                    | Nominada  |
| 2003      | Teen Choice Award for Choice Movie Villain                             | How to Lose a Guy in 10 Days | Nominada  |

## Apariciones en videoclip
- Freddie Jackson:
  - "Have You Ever Loved Somebody" (1986)
  - "Nice and Slow" (1988)
  - "I Don't Want to Lose Your Love" (1988)
  - "Make Love Easy" (1993)

- Eric Gable:
  - "Remember the First Time" (1989)
  - "Can't Wait To Get You Home" (1991)